# Snoot

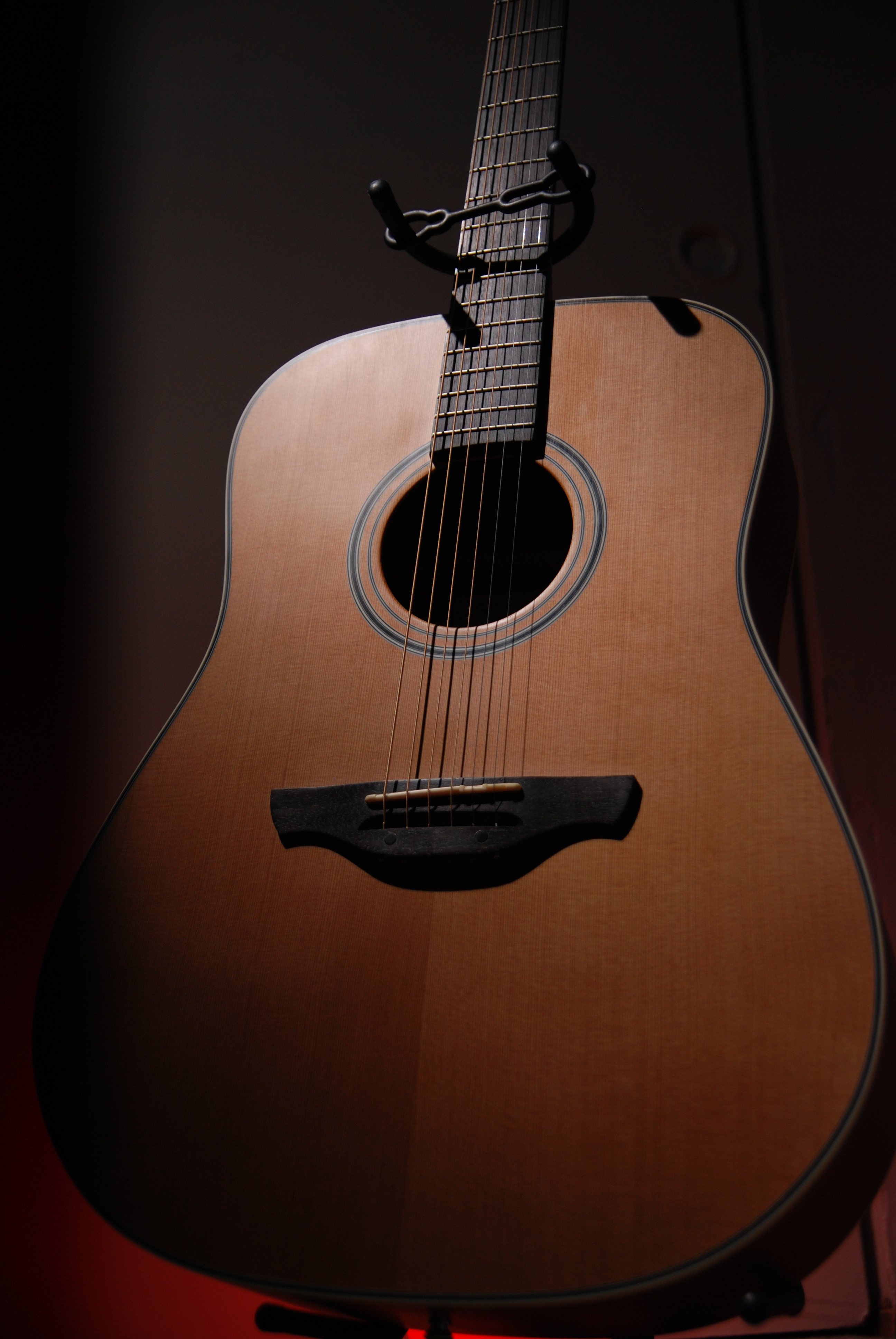
Směrované světlo na levou stranu kytary

Snoot (z angličtiny frňák), komínek je ve fotografii plášť válce, kvádru nebo podobného objektu, připevněného na blesk fotoaparátu, zábleskové hlavy nebo lampy, který pomáhá omezit směr rozptýleného světla a vytváří světlo modulované. Vzniká úzký směrový paprsek světla s malou intenzitou, který se používá k prosvětlení malé části objektu. Pomocí komínku má fotograf větší kontrolu nad emitovaným světlem, zvýrazňuje předmět nebo jeho část, kam světlo dopadá. Světlo ze zdrojů se snooty mívá relativně ostrý přechod mezi osvětlenou a zatemněnou plochou. Mohou se používat samostatně i jako doplněk ke konvenčnímu osvětlení s tím, že pomohou zjasnit cílený předmět snímku, zvýraznit jinak příliš temné partie scény nebo naznačit, kam by měla být směřována divákova pozornost.
Při portrétní fotografii se často používá k prosvětlení vlasů (takzvaná "vlasovka"), případně k vytvoření přechodového efektu za portrétem. Komínkem se velmi dobře osvětlují vybrané detailní části těla, například ruce.

## Zajímavost
Součástí komínku bývá i voštinový filtr na změkčení záblesku a sada barevných filtrů (červený, zelený, modrý, žlutý).

## Galerie

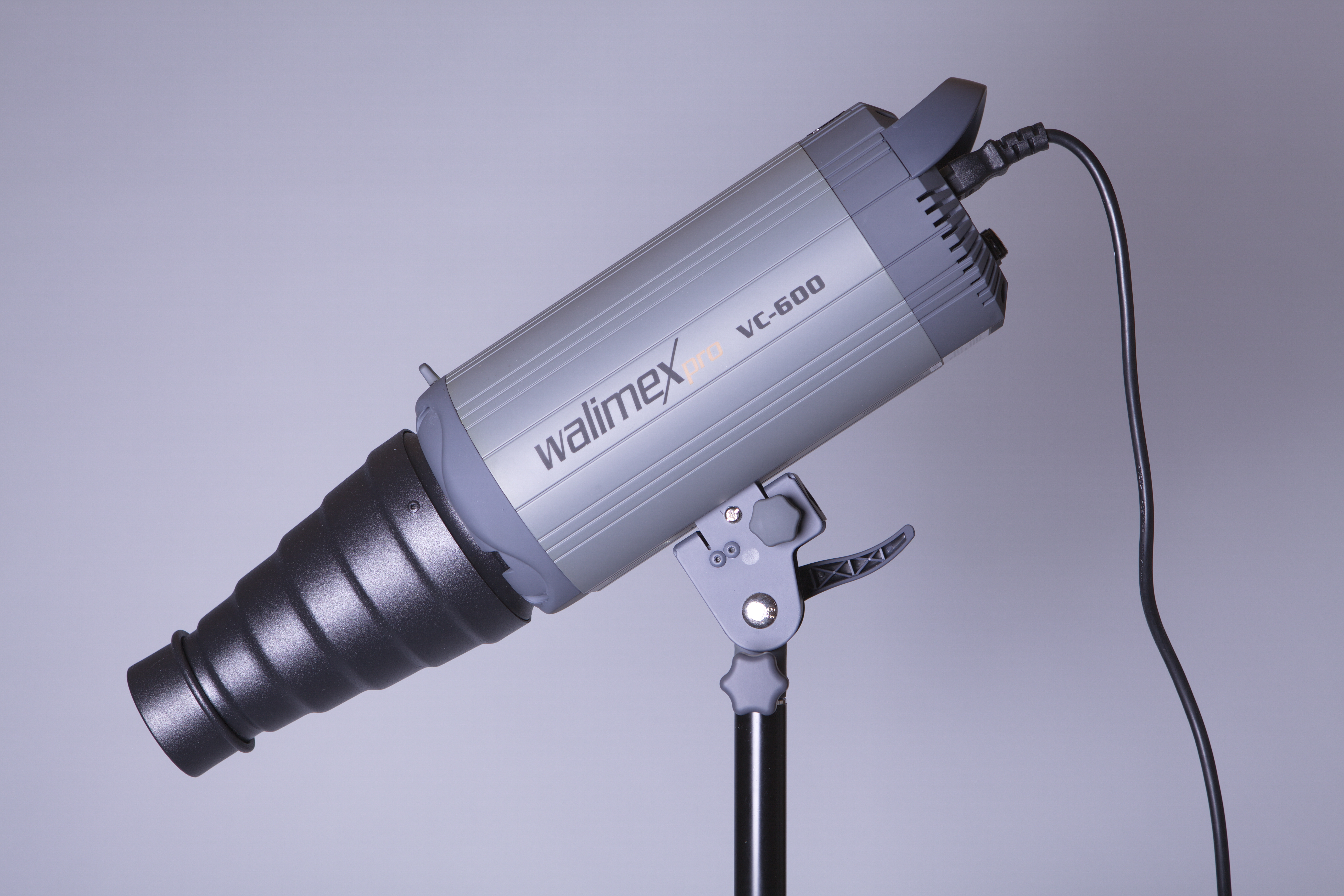
Komínek na zábleskové hlavě Walimex
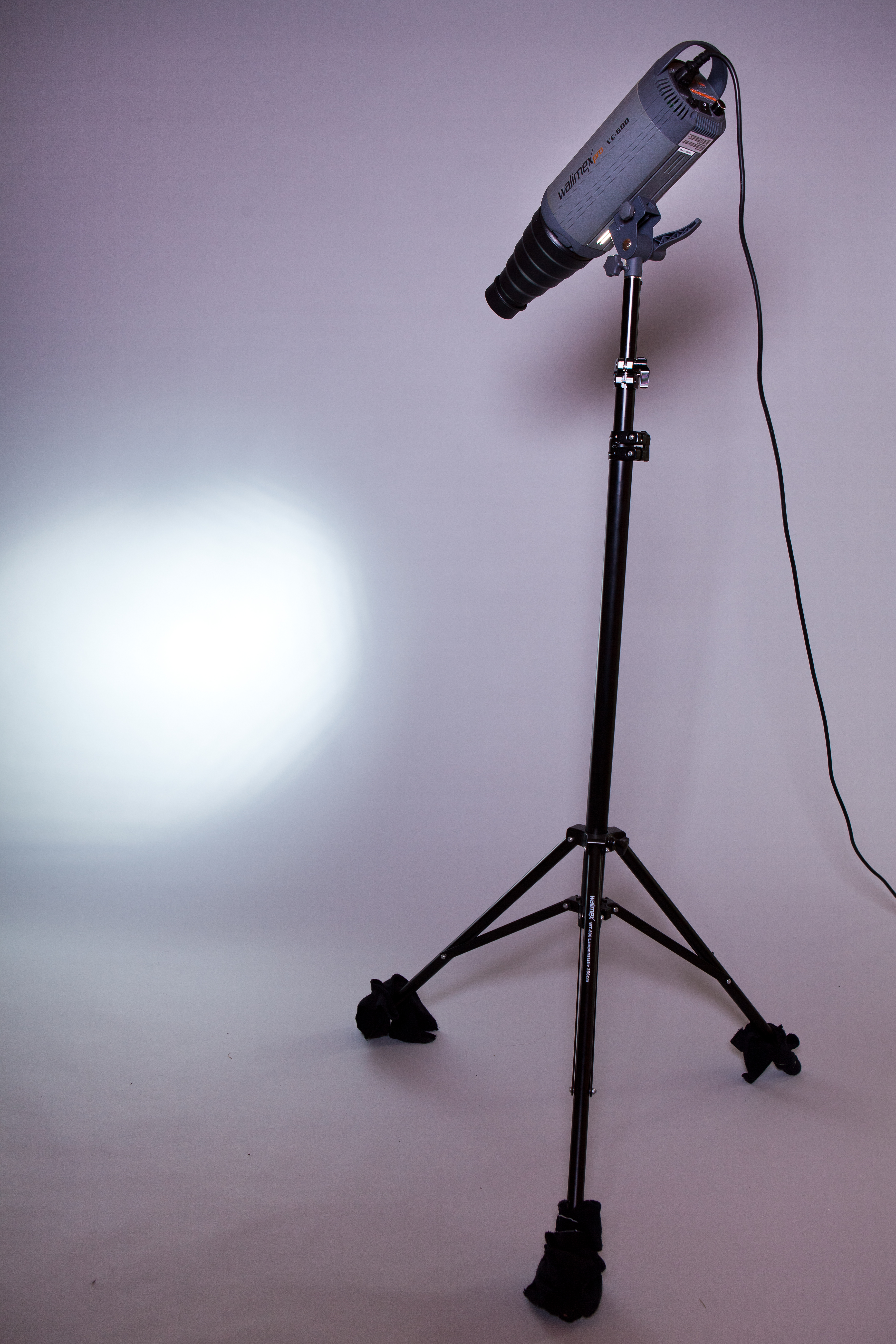
Světelný efekt komínku na šedém papírovém pozadí